# Свіблово (район Москви)
Сві́блово (рос. Свиблово) — адміністративний район в Москві, входить до складу Північно-Східного адміністративного округу. Населення станом на 1 січня 2017 року 61821 чол., площа 4,41 км².
Район утворено 5 липня 1995 року.
На території району розташовані станції метро «Свіблово» та «Ботанічний сад».